# 三星社
株式会社三星社（さんせいしゃ）は、大阪府大阪市都島区に本社を置く菓子製造会社。

## 概要
1910年、大阪市北区豊崎町で創業。
1919年から2017年までスター印ウエハースの製造を行っていたが、現在は主にカステラとロールケーキの製造を行っている。

## 主な商品
- ロールカステラ
- 蜂蜜カステラ
- 抹茶かすてら
- 五三焼カステラ
- マーブルケーキ
- チーズケーキ
- ショコラケーキ